# De tre musketörerna (musikal)
De tre musketörerna är en teaterföreställning/musikal i två akter skriven av Alexander Mørk-Eidem, baserad på Alexandre Dumas roman De tre musketörerna. 
Föreställningen hade urpremiär på Stockholms stadsteater den 27 februari 2009 och spelades till och med december 2009. Den hade sedan ett avbrott på två år på grund av en rättighetstvist. En del av musiken fick  bytas ut, bland annat musik av Prince, Madonna och Michael Jackson. De tre musketörerna hade nypremiär i mars 2012 och spelades till och med september 2012. Sveriges Television spelade in musikalen hösten 2012 och sände den 30 december 2012.
De tre musketörerna sattes även upp under namnet Muskettisoturit av Peacockteatteri, Finland, våren 2011 och under namnet De tre musketerer av Odense teater, Danmark, våren 2012. 
I oktober 2014 sattes musikalen upp på Østre Gasværk Teater i Köpenhamn under namnet De 3 musketerer. Den spelades där till och med 1 februari 2015, därefter genomfördes en månadslång turné runt om i Danmark. 

## Rollista
| Roll                        | Original (2009)                        | 2012                                     | Parodi på                 |
| --------------------------- | -------------------------------------- | ---------------------------------------- | ------------------------- |
| D'Artagnan                  | Johannes Bah Kuhnke                    | Johannes Bah Kuhnke/James Lund           | Jon Bon Jovi/Joey Tempest |
| Athos                       | Fares Fares                            | Alexander Lycke                          | Alice Cooper              |
| Porthos                     | Leif Andrée                            | Leif Andrée                              | Meatloaf                  |
| Aramis                      | Andreas Kundler                        | Andreas Kundler                          | Nikki Sixx                |
| Kapten de Treville          | Lars Göran Persson                     | Lars Göran Persson                       | Bono                      |
| Caroline Bonacieux          | Sofia Ledarp/Hanna Malmberg            | Sofia Ledarp/Lisette Pagler              | Cyndi Lauper              |
| Kardinalen                  | Gerhard Hoberstorfer                   | Gerhard Hoberstorfer                     | Michael Jackson           |
| Mylady                      | Frida Westerdahl                       | Frida Westerdahl                         | Madonna/Lady Gaga         |
| Rochefort                   | Kristofer Fransson                     | Kristofer Fransson                       | Prince                    |
| Drottning Anna av Österrike | Ann-Sofie Rase                         | Ann-Sofie Rase                           | Nina Hagen                |
| Kung Ludvig XIII            | Jan Mybrand                            | Jan Mybrand                              | Dame Edna                 |
| Hertigen av Buckingham      | Anders Johannisson                     | Anders Johannisson                       | Johnny Rotten             |
| Boris Maurice Bonacieux     | Jonas Hellman-Driessen/Niklas Riesbeck | Jonas Hellman-Driessen/Niklas Riesbeck   |                           |
| D'Artagnans far             | Joakim Gräns/Niklas Riesbeck           | Richard Forsgren/Steve Kratz             |                           |
| D'Artagnans mor/Felton      | Albin Flinkas/Niklas Riesbeck          | Albin Flinkas/James Lund                 |                           |
| Jussac                      | Alexander Stocks                       | James Lund/Albin Flinkas/Niclas Gullberg |                           |
| Kardinalens gardister       | Niklas Riesbeck                        | Niklas Riesbeck                          | Duran Duran               |

## Musiker
| Roll             | Original (2009)     | 2012 (om ej samma) | Instrument |
| ---------------- | ------------------- | ------------------ | ---------- |
| Kapellmästare    | Mattias Torell      | Pål Svenre         |            |
| Musiker          | Stefan Jernståhl    | Pål Svenre         | Keyboards  |
| Musiker          | Julia Falthin       |                    | Bas        |
| Musiker          | Ricard Nettermalm   |                    | Trummor    |
| Musiker          | Mattias Torell      | Jens Frithiof      | Gitarrer   |
| Musikarrangemang | Andreas Utnem       |                    |            |
| Sångcoach        | Kerstin Gabrielsson |                    |            |
| Ljud             | Tomas Florhed       |                    |            |
| Ljud             | Niklas Nordström    |                    |            |
| Ljus             | William Wenner      |                    |            |

## Låtlista
| Akt I - "Crazy Crazy Nights" (Mitchell/Stanley) – Musketörerna - "I Wanna Rock" (Dee Snider) – D'Artagnan - "Sign o' the Times" (Prince Rogers Nelson) - Rochefort - "Material Girl" (Brown/Rans) – Mylady - "Kiss" (Prince Rogers Nelson) – Rochefort - "Uptown Girl" (Billy Joel) – Ensemble - "Welcome to the Jungle" (Rose/Slash/Stradlin/Adler/McKagan) – Ensemble (Ersatt av "Welcome to the Pleasuredome" till nypremiären) - "Paradise City" (Rose/Slash/Stradlin/Adler/McKagan) – Ensemble - "Back in Black"‡ (Brian Johnson/Angus Young/Malcolm Young) – Ensemble - "I Still Haven't Found What I'm Looking For"(Clayton/Mullen/Hewson/Evans) – Kapten de Treville (Ersatt av "You Really Got Me" – Kapten de Treville och "Rock You Like a Hurricane"- d'Artagnan till nypremiären) - "Let's Go Crazy"‡ (Prince Rogers Nelson) – Rochefort - "Girls, Girls, Girls"‡ (Lee/Mars/Sixx) – Ensemble - "The Time of My Life" (Previte/De Nicola/Markowitz – D'Artagnan och Caroline - "There Must Be an Angel"‡ (Stewart/Lennox) – Ensemble - "Bad" (Michael Jackson) - Kardinalen (Ersatt av "Pretty Young Thing" till nypremiären) - "Sexy Motherfucker" (Prince Rogers Nelson) - Rochefort (Ersatt av "I'm too sexy" till nypremiären) - "Get Off" ‡ (Prince Rogers Nelson) - Drottningen och Caroline - "Notorious" (Le Bon/Bates/Taylor) - Kardinalens gardister - "Walk This Way" (Steven Taylor/Joe Perry) - D'Artagnan och musketörerna (Ersatt av "I Love Rock'n'roll" till nypremiären) - "For those about to rock" (Brian Johnson/Angus Young/Malcolm Young) - Musketörerna (Ersatt av "Iron Man" till nypremiären) - "More Than Words" (Cherone/Bettencourt) - Musketörerna - "Living After Midnight" (Downing/Halford/Tipton) - Ensemble - "Lady Marmalade" (Crewe/Nolan) - Hovdamerna - "Used to Love Her" (Rose/Slash/Stradlin/Adler/McKagan) - Athos - "Like a virgin" (Billy Steinberg/Tom Kelly) - Mylady - "I Can't Make You Love Me" (Mike Reid/Allen Shambling) - Caroline (Ersatt av "Time After Time" till nypremiären) - "God Save the Queen" (Lydon/Matlock/Jones/Cook)- Hertigen av Buckingham - "Rock the Night" (Joey Tempest) - Musketörerna | Akt II - "Sisters Are Doin'It For Themselves" (Stewart/Lennox) – Hovdamerna - "Saving All My Love"‡ (Masser/Goffin) – Caroline - "You Give Love a Bad Name" (Bon Jovi/Child/Sambora) – Musketörerna - "Torture" (Kathy Wakefield/Jackie Jackson – Kardinalen och Rochefort - "Heal the World"‡ (Michael Jackson) – Kardinalen - "Highway To Hell" (Angus Young/Malcolm Young/Bon Scott) – Musketörerna/Ensemble (Ersatt av "Born to Be Wild" till nypremiären) - "Dude (Looks Like a Lady)" (Tyler/Perry/Child) – Ensemble - "London Calling" (Mick Jones/Joe Strummer/Paul Simonon/Topper Headon) – Hertigen av Buckingham/ensemble - "Live To Tell" (Leonard/Madonna) – Mylady och Felton (Ersatt av "Born This Way" och "Heroes" till nypremiären) - "My Way" (Paul Anka) – Hertigen av Buckingham - "Aquarius" (James Rado/Gerome Ragni/Galt MacDermot) – Ensemble - "Vogue" (Madonna) - Ensemble (Ersatt av "I'm Coming Out" till nypremiären) - "Relax" (Peter Gill/William Johnson/Mark O'Toole) - Ensemble - "Funky Town" (Steven Greenberg) - Ensemble - "Vogeltanz, original Tchip Tchip (Werner Thomas/Terry Rendall) - Ensemble - "Macarena" (Romero/Perdigones) - Ensemble - "Celebration" (Bell/Bell/Brown/Mickens/Taylor/Thomas/Toon/Deodato/Smith) - Ensemble - "Kashmir" (Page/Plant/Bonham) - Instrumental - "Carrie" (Joey Tempest/Mic Michaeli - D'Artagnan - "Poison" (Desmond Child/Alice Cooper/John McCurry) - Athos/Musketörerna - "Crazy crazy nights" (Repris) - "Jump" (van Halen/Roth) - Ensemble (Ersatt av "We built this city of Rock 'n' Roll" till nypremiären) |

‡ = Borttagen ut föreställningen till nypremiären och inte ersatt med en ny låt